# Mónica Spear
Mónica Spear Mootz (Maracaibo, 1984. október 1. – 2014. január 6.) venezuelai modell, színésznő.

## Élete és pályafutása
1984. október 1-jén született Maracaibóban, Ingeborg Mootz és Rafael Spear gyermekeként. Két testvére van, Ricardo és Carolina. 
2004-ben megnyerte a Miss Venezuela szépségversenyt. A floridai Központi Egyetemen szerezte meg a színházi diplomáját, utána 2005-ben indult a Miss Universe szépségversenyen, ahol a negyedik helyen végzett.
2008 júniusában hozzáment Thomas Henry Berry angol üzletemberhez. 2008. október 10-én született meg lányuk, Maya.
Bár 2013-ban elvált a férjétől, de továbbra is jó kapcsolatban voltak. 
Amerikai állampolgár, és Jossie Nikita Marques Spear, a venezuelai modell unokatestvére volt.
Első szerepét 2006-ban szerezte az El Desprecio című sorozatban. 2007-ben kapta meg élete első főszerepét az RCTV telenovellájában, aMi Prima Ciela-ban, ahol egy tragikus sorsú, leukémiás középiskolás diáklányt játszott. A sorozat nagyon népszerű volt Venezuelában és más dél-amerikai országokban ,sőt az USA-ban TeleFutura csatornán is leadták. 2009-ben a Calle Luna, Calle Sol című sorozatban, majd 2010-ben a La Mujer Perfectában játszott főszerepet Ricardo Álamo oldalán. 2011-ben exkluzív szerződést kötött a Telemundo csatornával, ahol először a Flor Salvaje-ban kapott főszerepet, egy prostitúcióra kényszerült lányt alakított. 
Élete utolsó főszerepét, a nálunk is bemutatott török sorozat, a Tiltott szerelem Telemundos változatában, a Pasión prohibida-ban kapta, ahol Jencarlos Canela volt a partnere.

## Halála
2014. január 6-án exférjével együtt gyilkosság áldozata lett. A rendőrségi jelentések megerősítették, hogy egy balul sikerült rablási kísérlet áldozatai lettek. Mónica volt férjével és kislányával Venezuelát körbeutazgatva töltötték az ünnepeket, úgy tudni, hogy a volt házaspár adott egy második esélyt a kapcsolatuknak, és meg akarták mutatni a lányuknak az ország szépségeit. Mikor hazaféle tartottak hétfő este 9-10 óra tájban a venezuelai Puerto Cabello–Valencia autópályán, defektet kaptak. Miközben az autómentőre vártak, 5 fegyveres férfi jelent meg, és megpróbálták kirabolni őket. Miután ellenállás tanúsítottak, és bemenekültek az autójukba, tüzet nyitottak rájuk, Speart és exférjét is agyonlőtték. A pár  ötéves  kislányának combjába egy golyót lőttek, de ő túlélte a tragédiát. Egyelőre kórházban, és még nem tudja, hogy a szülei meghaltak. Felépülése után a nagyszülei veszik magukhoz.
A eset az egész közvéleményt megrázta, ezáltal haladéktalan javaslatot tettek egy védelmi tervről a politikai erőknek. Spear több volt színészkollégája is nyilatkozott a tragédia kapcsán. Jencarlos Canela, így reagált:
"Tegnap hajnali négyig a stúdióban voltam, majd otthon aludni tértem, mikor megcsörrent a telefon. Nagyon fáradt voltam, nem akartam felvenni, de végül a többszöri csörgés után megtettem, és meghallottam, hogy "Megölték Mónicát"... az ember nem számít ilyesmire. Senki nem számít ilyesmire. És ami most megtörtént Mónicával és a férjével, az évente 24.000 emberrel megtörténik Venezuelában. Amikor olyasvalakivel történik ez, akit ismersz és szeretsz, beléd hasít a felismerés, hogy mikor másokkal megesik ez, amíg minket nem érint, nem foglalkozunk vele, úgy gondoljuk, az nem tartozik ránk, pedig kellene. Mónica egy rendkívül intelligens nő volt. Imádta Venezuelát. Ő szeretettel és békével vívta a harcát, mikor a világban képviselte az országát. Úgy tudom, Venezuelában ha nem adod oda, amit a rablók kérnek, akkor lelőnek. Szerintem Mónica nem az ingóságait féltette, sokkal inkább a lánya életét, aki vele utazott, őt akarta megvédeni. Mayának most nincsenek szülei egy gyáva alak miatt, aki egy kocsi vagy pár értéktárgy miatt lelőtt két ember, akiknél még csak fegyver sem volt. Életvidám, optimista nő volt, imádta az életet. Csodás anya, csodás barát, csodás színésznő. És elment, egy szempillantás alatt. Bármelyikünkkel megeshet. Nyugodjék békében! Mayának kitartást kívánok, nincs egyedül, én itt vagyok neki. Mit mondhatnék még? Ilyenkor nem lehet semmit se mondani."
A rendőrség 7 férfit vett őrizetbe a  gyilkosság kapcsán, 2 közülük 15 és 17 év közötti fiatalkorú. Az ügyészség elmondása alapján a gyanúsítottaknál megtalálták az áldozatok néhány holmiját.
Mónicát és volt férjét 2014. január 10-én, pénteken helyezték örök nyugalomra a La Guairita temetőben, Caracasban. A színésznő bátyja, Ricardo Spear twitterjén keresztül hívta meg testvére rajongóit a temetésre, hogy ők is méltó búcsút vehessenek tőle. A színésznő koporsóját testvére és egykori kollégája, Manuel Sosa vitte. A gyászszertartáson több ezren vettek részt, a házaspár képeit tartva a kezükben, és olyan erőszak elleni üzenetekkel, hogy "Nincs több golyó". Mónica édesapja is felszólalt, és emlékeztette a médiát, hogy a lánya szerette a hazáját, felszólította, hogy vessen véget az erőszaknak Venezuelában: "Az üzenet egyértelmű: az országnak változtatás kell, hogy véget vessen az erőszaknak, nem lehetséges, hogy fegyveres emberek megöljenek olyan ártatlan embereket, mint az én két szerettem."
A televíziós társaság, ahol Mónica dolgozott, úgy határozott, hogy újra műsorára tűzi két korábbi sorozatát is, ahol főszerepet játszott, ezzel méltó módon megemlékezve róla. A Venevision-os La mujer perfecta-t és a Telemundo-s Flor Salvaje-t.

## Telenovellák
| Év        | Cím                      | Szerep                                      | Stúdió     |
| --------- | ------------------------ | ------------------------------------------- | ---------- |
| 2006      | El Desprecio             | Tamara Campos                               | RCTV       |
| 2007      | Mi Prima Ciela           | Graciela Andreína Zambrano Ávila 'La Ciela' | RCTV       |
| 2009      | Calle Luna, Calle Sol    | María Esperanza Rodríguez                   | RCTV       |
| 2010      | Que el cielo me explique | Violetta de Robles                          | RCTV       |
| 2010      | La Mujer Perfecta        | Micaela Gómez Valdés                        | Venevisión |
| 2011–2012 | Flor Salvaje             | Amanda Monteverde 'Flor Salvaje'            | Telemundo  |
| 2012–2013 | Pasión prohibida         | Bianca Santillana de Piamonte               | Telemundo  |

## Fordítás
- Ez a szócikk részben vagy egészben  a   Mónica Spear című spanyol Wikipédia-szócikk fordításán alapul.  Az eredeti cikk szerkesztőit annak laptörténete sorolja fel. Ez a jelzés csupán a megfogalmazás eredetét és a szerzői jogokat jelzi, nem szolgál a cikkben szereplő információk forrásmegjelöléseként.